# Psara (djur)
Psara är ett släkte av fjärilar som ingår i familjen Crambidae.

## Dottertaxa tillPsara, i alfabetisk ordning[1]
- Psara acrospila
- Psara acyptera
- Psara aethiopica
- Psara albicilia
- Psara albivitta
- Psara ambitalis
- Psara antillalis
- Psara apertalis
- Psara aprepia
- Psara atritermina
- Psara atropunctalis
- Psara auricolor
- Psara barbipalpalis
- Psara basalis
- Psara basistrigalis
- Psara bractealis
- Psara brunnealis
- Psara brunneiterminalis
- Psara coptobasalis
- Psara cryptolepis
- Psara cynaralis
- Psara deformalis
- Psara desmioides
- Psara dissimilis
- Psara elongalis
- Psara emphatica
- Psara extremalis
- Psara fascinalis
- Psara ferruginalis
- Psara frenettalis
- Psara geminalis
- Psara grisealis
- Psara guatalis
- Psara haemaproctis
- Psara hipponalis
- Psara holochrysis
- Psara inanitalis
- Psara innotalis
- Psara jasiusalis
- Psara junctalis
- Psara latifuscalis
- Psara lubricalis
- Psara mahensis
- Psara maledicta
- Psara marginalis
- Psara meyricki
- Psara mimeticalis
- Psara minoralis
- Psara nigripalpis
- Psara normalis
- Psara ochrifuscalis
- Psara olivescens
- Psara orphnopeza
- Psara ottonalis
- Psara pachycera
- Psara pallicaudalis
- Psara pallidalis
- Psara pallidus
- Psara palpalis
- Psara periusalis
- Psara pigresalis
- Psara platycapna
- Psara punctilinealis
- Psara retrorsalis
- Psara rubricostalis
- Psara rufescentalis
- Psara selenialis
- Psara semilaniata
- Psara simillima
- Psara straminea
- Psara stultalis
- Psara subalbescens
- Psara subdentalis
- Psara submarginalis
- Psara subnitens
- Psara tridentalis
- Psara tristis
- Psara ultratrinalis
- Psara velitaris
- Psara xanthomela